# Загорье (Печорский район)
Загорье — деревня в Печорском районе Псковской области России. Входит в состав сельского поселения «Новоизборская волость».
Расположена в 2,5 км к северо-западу от волостного центра, деревни Новый Изборск.

## Население
Численность населения деревни на конец 2000 года составляла 11 жителей.
| 2001 | 2002 | 2010 |
| ---- | ---- | ---- |
| 11   | ↘7   | ↗8   |